# 斯文会

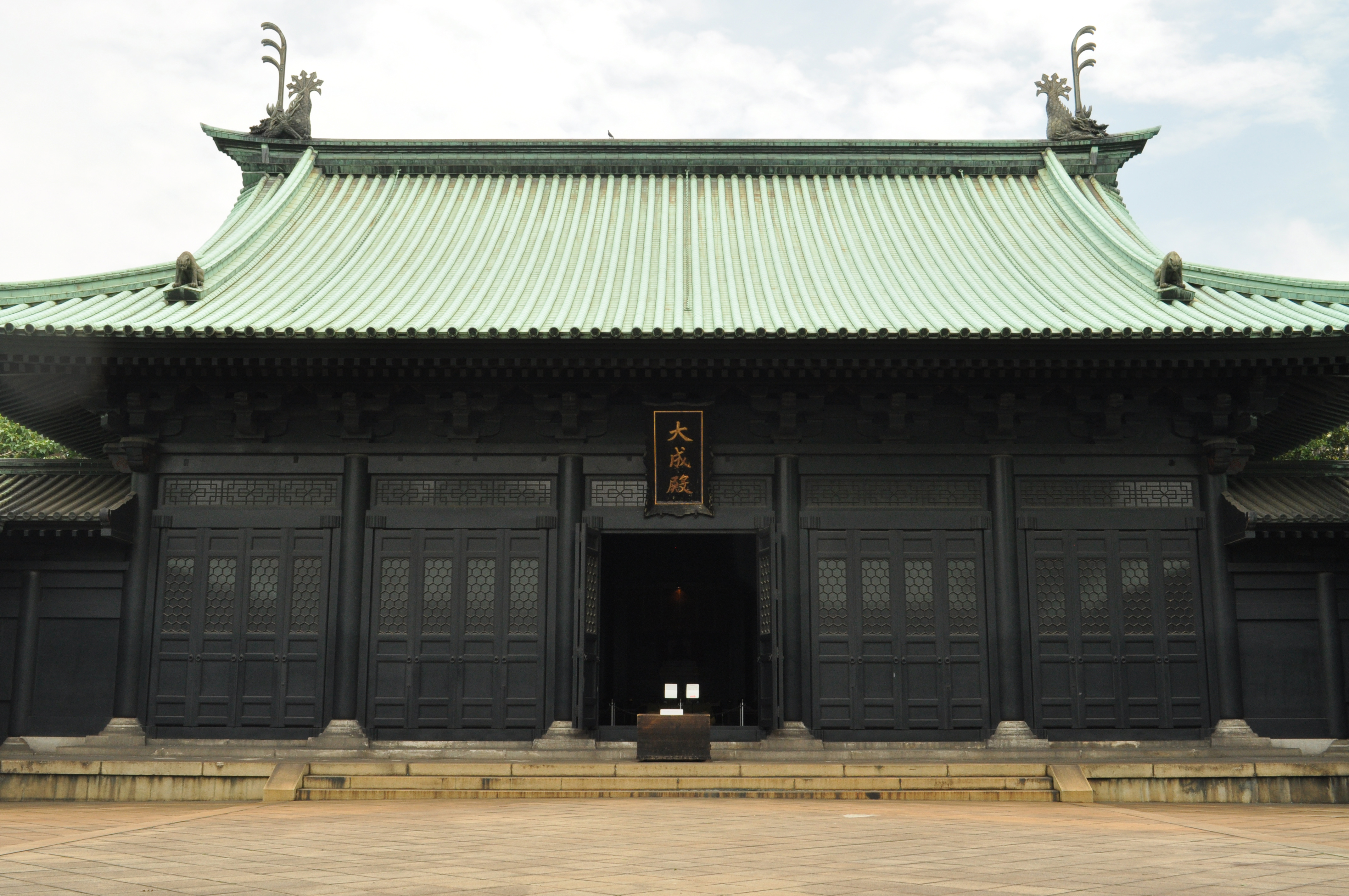
湯島聖堂

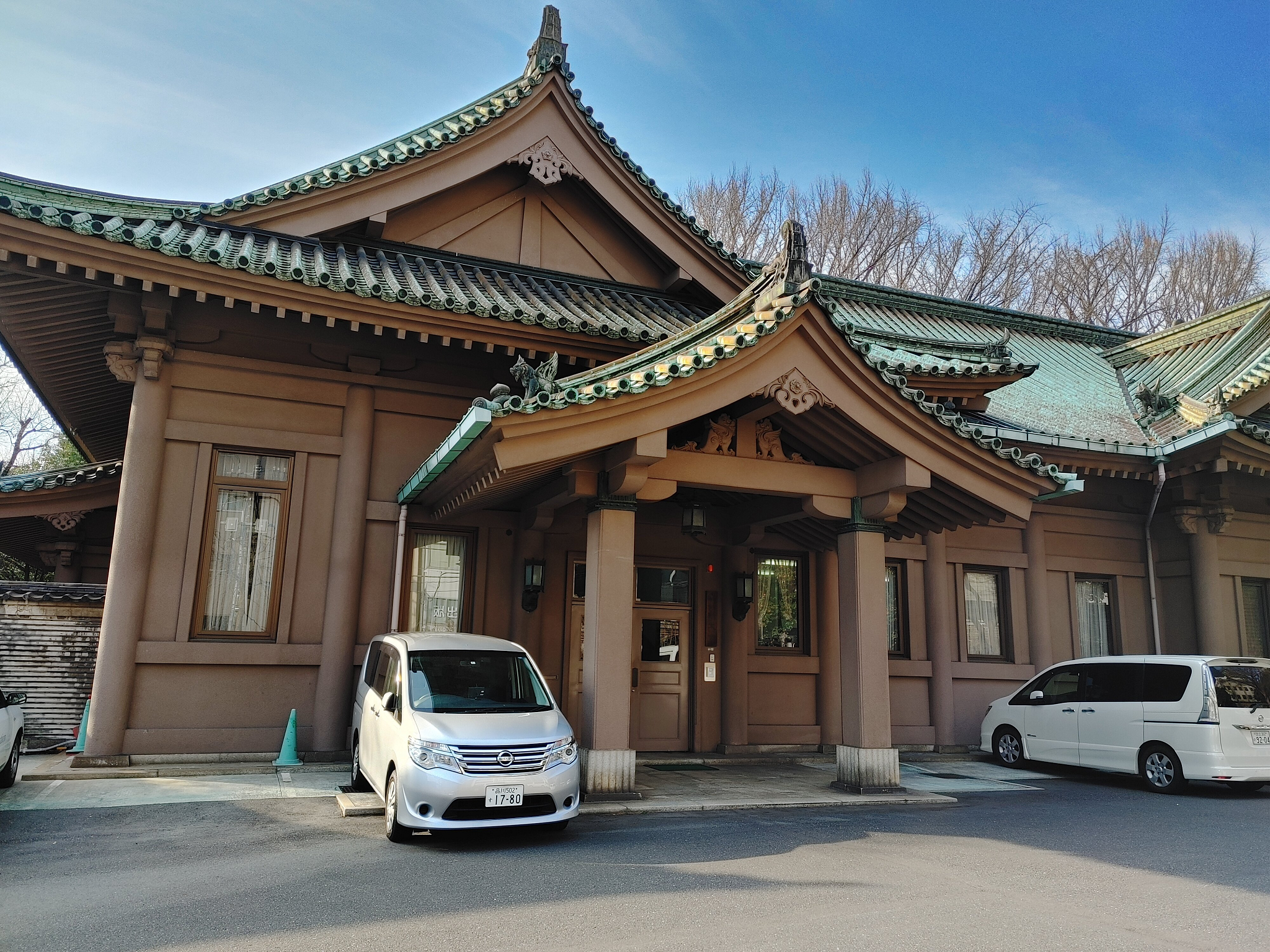
斯文会館の外観

公益財団法人斯文会（しぶんかい）は、日本の公益法人。主な活動内容は、東京都文京区にある史跡湯島聖堂の維持管理、孔子祭（釈奠）の挙行、漢文関係の公開講座の開講、学術誌『斯文』の発行など。
会名の「斯文」は、『論語』子罕（しかん）篇に由来する言葉で、「儒教」の同義語。

## 歴史
1918年（大正7年）、戦前の教化団体の一つとして、漢学の復興・教育勅語の翼賛・国体精神の普及を目的として創設された。ただし、国体精神を阻害しない限りで大正的な民主主義や個人主義との調和も目指していた。会員は創設以来、服部宇之吉をはじめとする東京大学の中国哲学・中国文学研究室の関係者、および渋沢栄一をはじめとする二松学舎の関係者が多い。
斯文会の母体になった団体として、1880年（明治13年）創設の「斯文学会」がある。斯文学会は、漢学の復興を目的として、宮内庁の支援のもと岩倉具視・谷干城・川田甕江・重野安繹らによって創設され、各種の講座（斯文黌）を開いていた。しかしその後、会員の世代交代などにより、斯文学会は大正期には形骸化していた。斯文会は、その斯文学会の復興も兼ねて創設された。斯文会はその他にも「研経会」「孔子祭典会」「孔子教会」「東亜学術研究会」なども母体としている。
1923年（大正12年）に関東大震災で湯島聖堂が消失した際は、斯文会が中心となって「聖堂復興期成会」を組織し、全国に募金を展開して1935年（昭和10年）に再建を果たした。それ以来、政府から湯島聖堂の管理を委託され、戦後の1956年（昭和31年）には、新定の文化財保護法に基づいて、改めて湯島聖堂の管理団体に指定された。
2019年（令和元年）に創設100周年を迎え、記念図録の刊行などが行われた。

## 中心人物

### 戦前
- 宇野哲人 [14]
- 塩谷温 [14]
- 服部宇之吉 [14]
- 諸橋轍次 [14]
- 安井小太郎 [14]

### 戦後
- 加藤常賢 [14]
- 宇野精一 [14]
- 石川忠久 [14]
- 宇野茂彦 [14]